# Dienstenthebung
Die Dienstenthebung oder beamtenrechtliche Suspendierung ist im Beamtenrecht Deutschlands eine disziplinarrechtliche Maßnahmen des Dienstherrn eines Beamten. Sie umfasst die vorläufige Dienstenthebung und kann mit teilweisem Einbehalten der Bezüge verbunden werden. Sie regelt sich für Bundesbeamte nach dem Bundesdisziplinargesetz bzw. für Landesbeamte nach den entsprechenden landesrechtlichen Disziplinargesetzen.
Die Suspendierung wird durch die oberste Dienstbehörde eines Beamten bei oder nach der Einleitung eines Disziplinarverfahrens ausgesprochen, wenn der Verdacht eines sehr schweren Dienstvergehens besteht,
das nach Beurteilung der Sachlage voraussichtlich zu einer Beendigung des Beamtenverhältnisses führen wird.